# ARA San Juan (S-42)
ARA San Juan (S-42) foi um submarino tipo TR-1700 que serviu à Marinha Argentina, de 1985 até 2017.
Em 15 de novembro de 2017, o submarino e sua tripulação de 44 membros fez o último contato, durante o trajeto entre Ushuaia e Mar del Plata, desaparecendo em seguida. Depois de um ano, em 17 de novembro de 2018, os destroços foram localizados a 907 metros de profundidade, a aproximadamente 500 quilômetros da costa de Comodoro Rivadavia.

## Características
Sua propulsão era do tipo convencional diesel-elétrica, com quatro motores a diesel MTU de dezesseis cilindros em "V" e 1 200 kW de potência. Os motores acionavam quatro geradores elétricos de 4 000 A, que por sua vez carregavam 960 elementos de baterias chumbo-ácido, que forneciam a energia para o motor elétrico de propulsão de 6 400 kW. Sua construção era do tipo snorkel com mastro de içamento, que permitia aspirar o ar da superfície para operar os motores diesel enquanto submerso. Ao operar com snorkel, atingia a velocidade de 15 kn (28 km/h) e sem ele chegava a 25 kn (46 km/h). Foi projetado para ataques contra forças de superfície, submarinos, tráfego mercante, operações com minas e capacidade para alcançar uma profundidade de até 260 metros.
Sua construção foi iniciada em 1983, na Alemanha Ocidental, sendo incorporado à Marinha da Argentina dois anos depois. Entre 2007 e 2014, passou por uma grande reforma a fim de aumentar sua vida útil em trinta anos.

## Desaparecimento

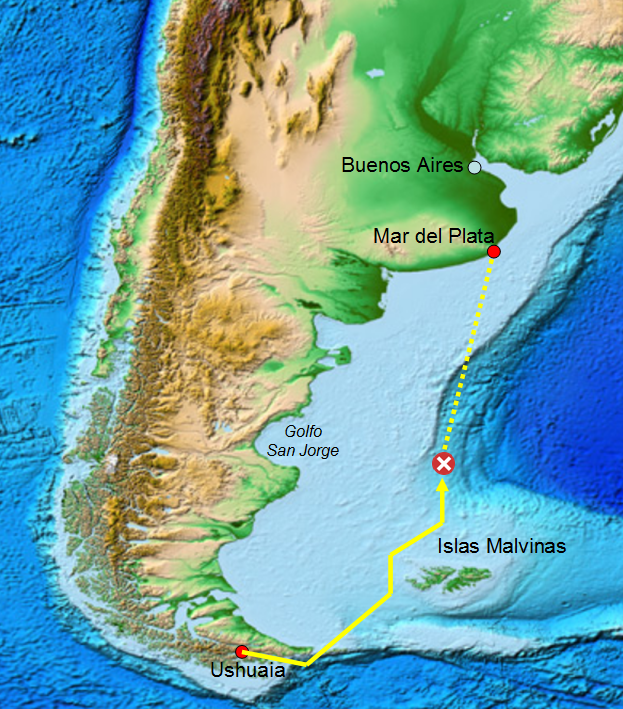
Rota do submarino e local do último contato

Em 15 de novembro de 2017 desapareceu quando fazia o trajeto entre Ushuaia e Mar del Plata, com 44 marinheiros a bordo. O último contato ocorreu quando se encontrava ao sul do mar Argentino, a 432 quilômetros da costa da Patagônia. Antes de desaparecer, a tripulação informou que uma entrada de água pelo sistema de ventilação havia provocado um princípio de incêndio na casa de baterias. Uma força-tarefa composta por aviões e embarcações dos Estados Unidos, Reino Unido, Brasil e outros países foi estabelecida para tentar localizar o submarino e resgatar seus ocupantes.
Em 23 de novembro, depois de analisar dados coletados por estações hidroacústicas da Organização do Tratado de Interdição Completa de Ensaios Nucleares (CTBTO), a marinha argentina confirmou que provavelmente teria havido uma explosão a bordo. Essas estações captaram no mesmo dia do desaparecimento um som definido como "uma anomalia hidroacústica incomum, curta e violenta", semelhante a uma explosão, a cerca de 30 milhas náuticas (56 quilômetros) ao norte do local do último contato. A energia liberada pela suposta explosão foi calculada em cerca de 5,7 toneladas de TNT. O submergível tinha a capacidade de permanecer sete dias submerso, e esse período já havia sido ultrapassado.

### Buscas
Nenhum vestígio do submarino foi localizado e já não havia expectativas de que algum tripulante tivesse sobrevivido ao naufrágio. Suspeitava-se que destroços poderiam estar a uma profundidade aproximada de 3 000 metros (9 800 pés) e que tivesse sofrido uma explosão por acúmulo de hidrogênio. As autoridades da Argentina negaram qualquer indício de que a embarcação sofrera algum ataque.
Em 30 de novembro, a marinha argentina afirmou formalmente que havia desistido das buscas com a tripulação viva. As operações navais passaram a ser apenas para encontrar a embarcação e não seria mais tratada como uma "missão de resgate".
Em 5 de dezembro, o governo argentino confirmou oficialmente a morte de todos os tripulantes do submarino.

### Tripulantes
A lista dos 44 tripulantes não foi divulgada oficialmente pela Armada argentina. A relação seguinte foi publicada pela agência de notícias argentina Télam.

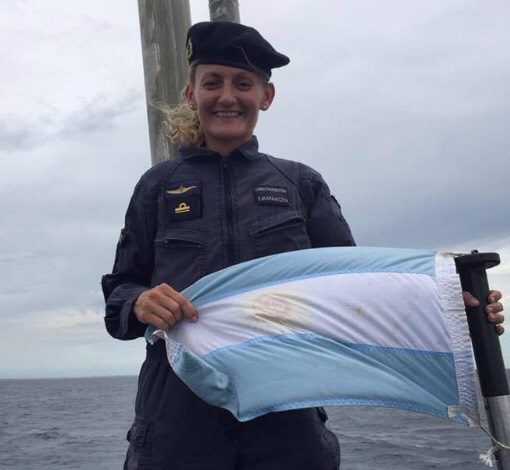
Eliana Krawczyk tripulante do Ara San Juan.

| - Pedro Martín Fernández - Capitão de fragata, e o comandante do submarino. - Jorge Ignacio Bergallo - Capitão de corveta - Fernando Vicente Villarreal - Tenente de navio - Fernando Ariel Mendoza - Tenente de navio - Diego Manuel Wagner - Tenente de navio - Eliana María Krawczyk - Tenente de navio. Foi a primeira mulher tripulante de um submarino sul-americano - Víctor Andrés Maroli - Tenente de navio - Adrián Zunda Meoqui - Tenente de fragata - Renzo David Martín Silva - Tenente de fragata - Jorge Luis Mealla - Tenente de corveta - Alejandro Damián Tagliapietra - Tenente de corveta - Javier Alejandro Gallardo - Suboficial principal - Alberto Cipriano Sánchez - Suboficial primeiro - Walter Germán Real - Suboficial primeiro - Hernán Ramón Rodríguez - Suboficial primeiro. Chefe de máquinas do submarino. - Víctor Hugo Coronel - Suboficial primeiro. Era o enfermeiro do submarino. - Cayetano Hipólito Vargas - Suboficial segundo - Roberto Daniel Medina - Suboficial segundo - Celso Oscar Vallejos - Suboficial segundo - Hugo Arnaldo Herrera - Suboficial segundo - Víctor Marcelo Enríquez - Suboficial segundo - Ricardo Gabriel Alfaro Rodríguez - Suboficial segundo - Daniel Adrián Fernández - Suboficial segundo - Luis Marcelo Leiva - Suboficial segundo - Jorge Ariel Monzón - Cabo principal - Jorge Eduardo Valdez - Cabo principal | - Cristian David Ibañez - Cabo principal. Fazia parte da equipe de radaristas do submarino - Franco Javier Espinoza - Cabo principal - Jorge Isabelino Ortiz - Cabo principal - Hugo Dante César Aramayo - Cabo principal - Luis Esteban García - Cabo principal - Fernando Gabriel Santilli - Cabo principal - Alberto Ramiro Arjona - Cabo principal - Enrique Damián Castillo - Cabo principal - Luis Carlos Nolasco - Cabo principal - David Alonso Melián - Cabo principal - Germán Oscar Suárez - Cabo principal e sonarista - Daniel Alejandro Polo - Cabo principal - Leandro Fabián Cisneros - Cabo principal - Luis Alberto Niz - Cabo principal - Federico Alejandro Alcaraz Coria - Cabo principal - Mario Armando Toconas - Primeiro-cabo - Sergio Antonio Cuellar - Primeiro-cabo - San Luis Aníbal Tola - Cabo segundo |

## Localização e investigações
O Ara San Juan foi encontrado no dia 17 de novembro de 2018, um ano após seu desaparecimento, a cerca de 500 quilômetros de Comodoro Rivadavia, província de Chubut, na Patagônia argentina. A localização ocorreu depois da investigação de um ponto de interesse, relatada no dia anterior pela empresa norte-americana de buscas marítimas Ocean Infinity, utilizando um ROV a 907 metros de profundidade. Os destroços estavam a 41 quilômetros do ponto onde havia sido captado o som de uma explosão, no mesmo dia do desaparecimento. A Ocean Infinity havia sido contratada pelo governo argentino em setembro para a realização de buscas, por um prazo de dois meses. Com o término do contrato, a empresa estava prestes a encerrar os trabalhos, quando identificou o ponto de interesse.
Devido à profundidade, a recuperação dos destroços foi classificada pela autoridade responsável pela investigação como incerta e extremamente arriscada, tanto para os profissionais envolvidos na missão, quanto pela integridade das provas. No entanto, a decisão final ainda dependeria de perícias. O governo argentino alegou não dispor da tecnologia necessária para realizar o procedimento, no entanto, um familiar que acompanhou as operações de busca informou que a empresa Ocean Infinity disse que seria possível o resgate, mas que dependeria de uma nova contratação de buscas pelo governo argentino.[carece de fontes?] No mesmo dia em que o submarino foi encontrado, a Marinha argentina informou que o submergível havia sofrido uma implosão, ou seja, uma forte descompressão, já estando no fundo do mar, com destroços espalhados por uma área de 100 por 80 metros, a 907 metros de profundidade. Antes disso, sustentava-se a hipótese de que havia ocorrido uma explosão a bordo. Independente do que tenha ocorrido com a embarcação, foi consenso geral que todos os 44 tripulantes morreram instantaneamente. O limite operacional de profundidade do San Juan era de cerca de 300 metros.